# 圓洲角
圓洲角（えんしゅうかく、円洲角、中国語: 圓洲角, 英語: Yuen Chau Kok）は、香港新界沙田区にある山、およびその周辺の地区である。

## 歴史

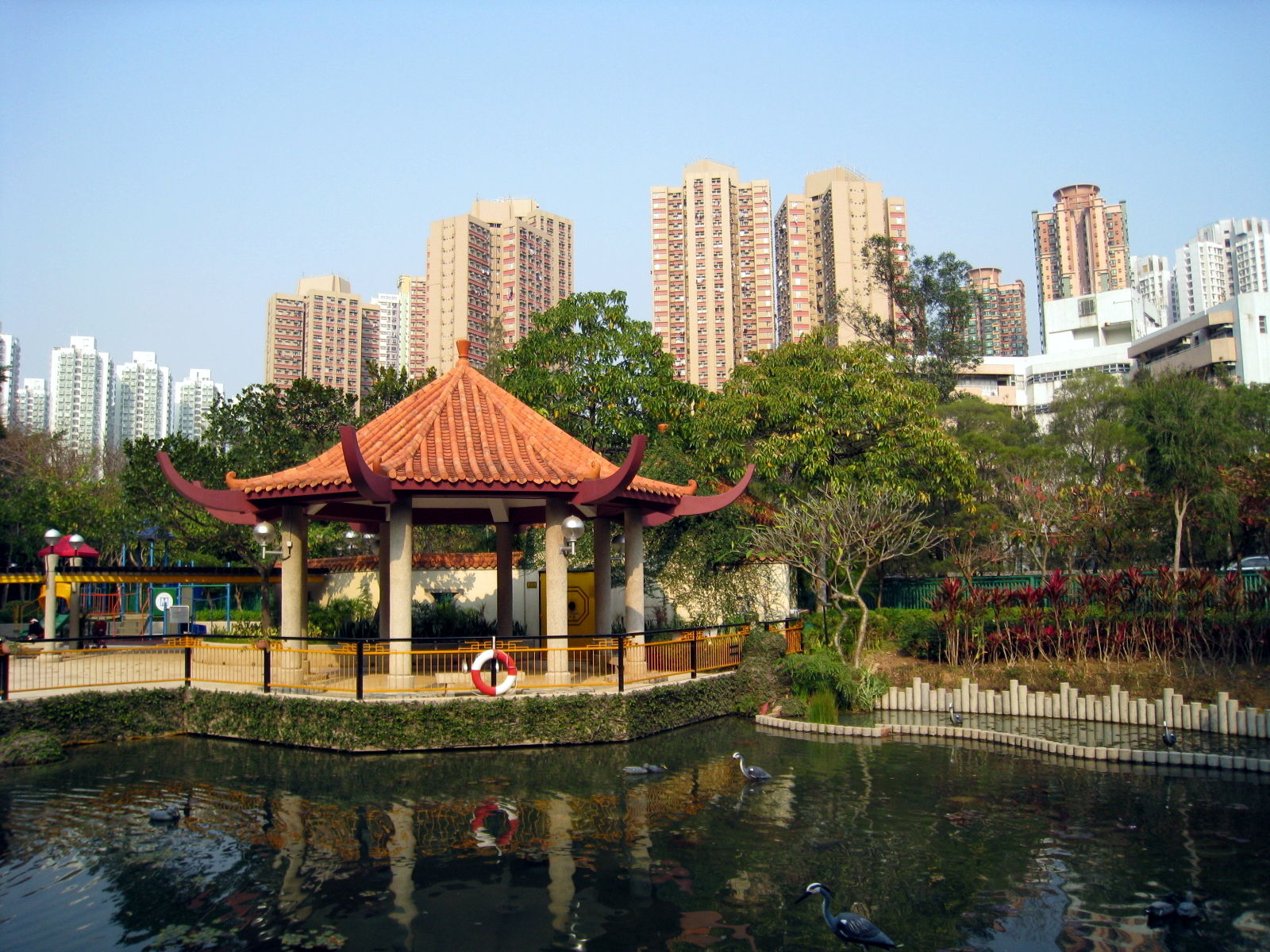
圓洲角公園

圓洲角はもともと「圓洲 (Yuen Chau)」と呼ばれ、沙田海に浮かぶ小さな島で、標高は70メートルであった。19世紀、圓洲は九龍から広東の他地方へ行く際の道中にあったため、王氏は旅人をもてなす「義利客棧」と呼ばれる施設をつくったが、以降圓洲の地位は徐々に下がり、ほかに取って代わられた。
1970年代、香港政府は沙田ニュータウンを開発し、沙田海の両岸を埋め立てるプロジェクトを推し進めた。これにより、もともと沙田海の中央にあった圓洲は、東岸の一部となった。当時は島だった部分が海に突き出ていたため、「岬」を意味する「角」がつけられ、名称が「圓洲角」に改められたが、その後も埋め立てが続き、小瀝源や沙田囲などほかの地区ともつながったため、現在では岬のかたちもなくなり、小さな丘のみが残る状態となっている。
1980年10月、圓洲角に仮設住宅が設置され、最盛期には香港最大の4,560人が住んでいた。1991年から1994年にかけて、この仮設住宅は段階的に取り壊され、代わって太和邨・広源邨・利安邨が建設された。
ニュータウン建設の初期段階において、圓洲角周辺の埋め立て地に、沙田第一城・愉田苑などが建てられており、一帯は現在でも「圓洲角」と呼ばれる。しかし、沙田第一城が知名度が上がるにつれて、この地区は「第一城区」と誤って呼ばれるようになった。近年では城門川東岸の開発が進み、ほかの大規模住宅も数多く建設されたため、現在では圓洲角を含む東岸全体を指す地名として「城河東」が定着している。
圓洲はほぼ原形のまま残されているが、現在では城河東中央に存在する小さな丘「圓洲角山」となっており、周囲を大涌橋路・沙田路・圓洲角路と、住宅に囲まれている。もともと島であった部分は、圓洲角公園となっている。

## 圓洲角山

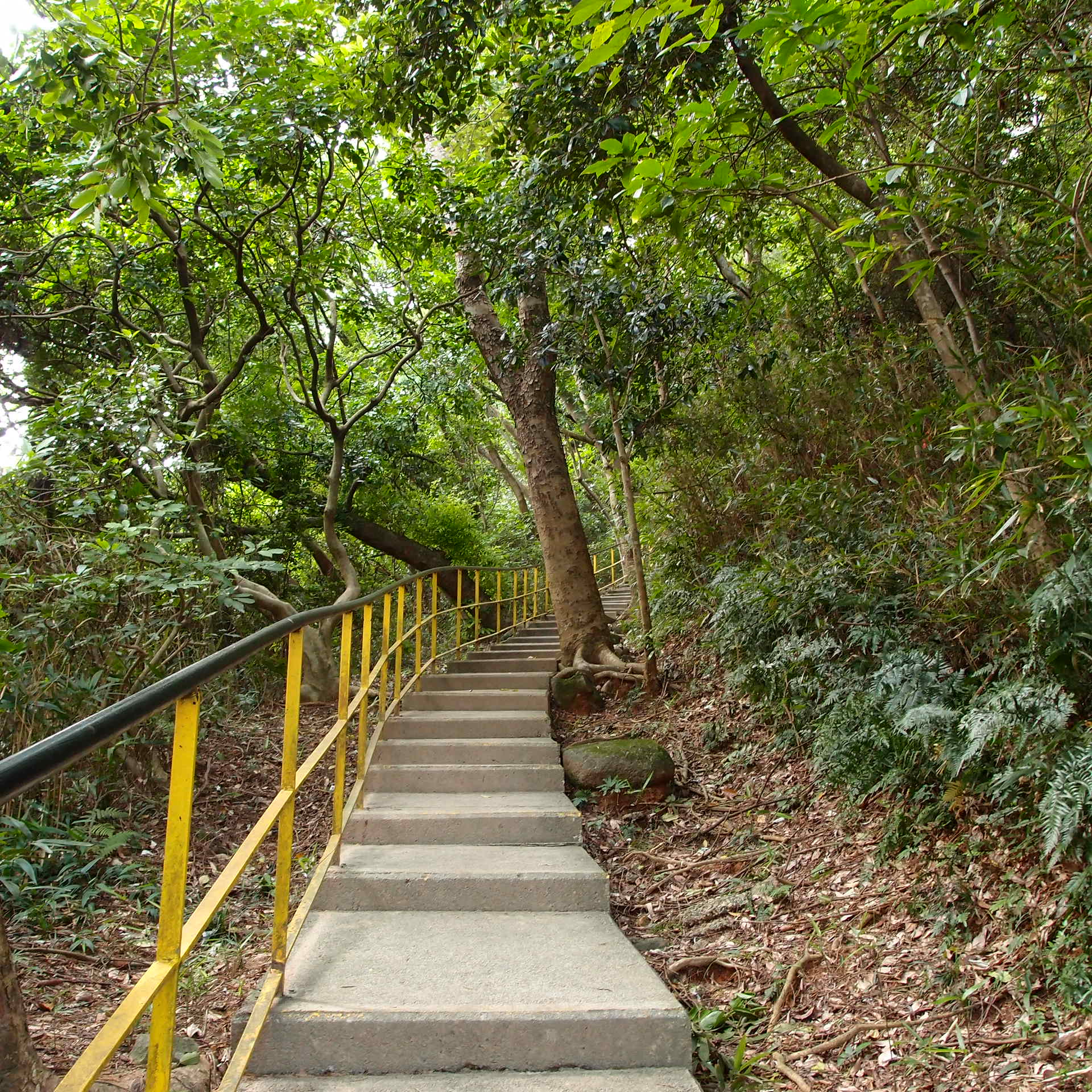
山頂へ至る道は歩きやすく整備されている

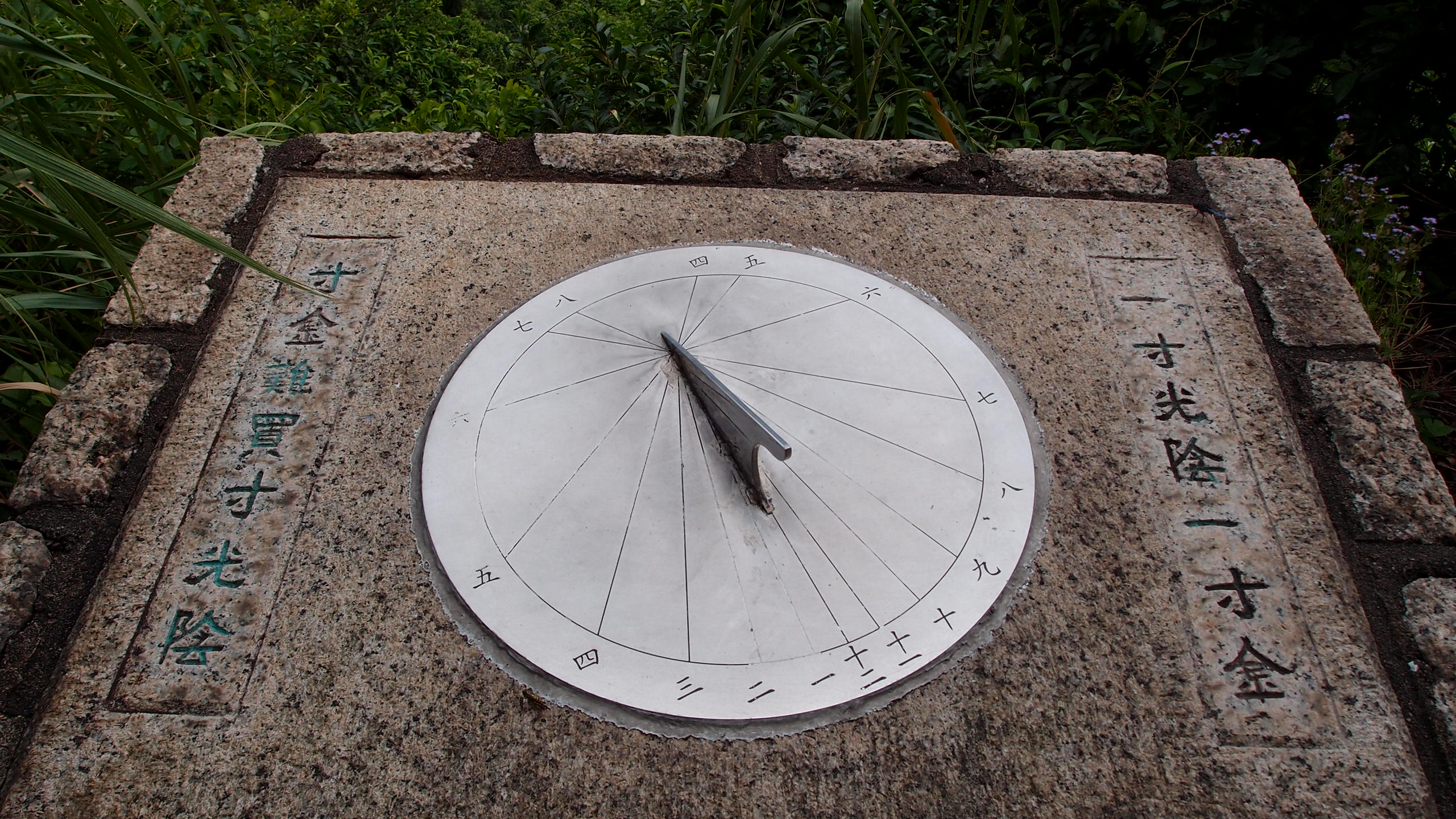
石造の日時計

圓洲角公園の小さな丘、圓洲角山は、標高71メートルで、沙田海が埋め立てられる前の「圓洲」の姿を残している。現在は娯楽文化事務局が管理しており、山道は日中のみ開放されている。
山中には、バーベキュー場、ジョギングコース、標柱、展望台、石造の日時計がある。

## 王屋

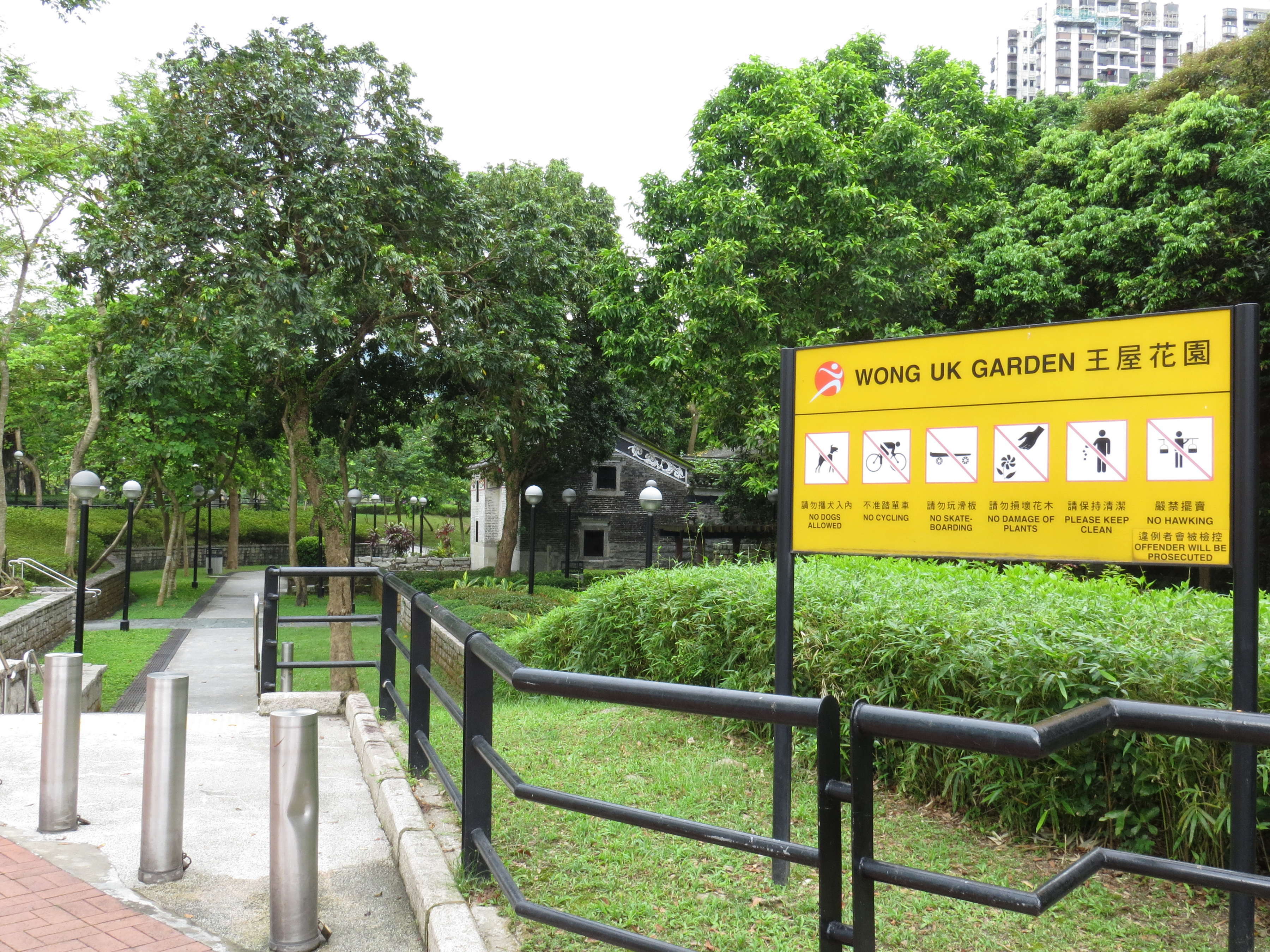
王屋花園

圓洲角の南東には、19世紀に興寧県の王氏夫婦によって建てられた「王屋」がある。
圓洲角の埋め立てが進行した際、香港政府はこの王屋を保存し、法定古跡に登録した。また、隣に王屋花園を造成した。

## 主な施設

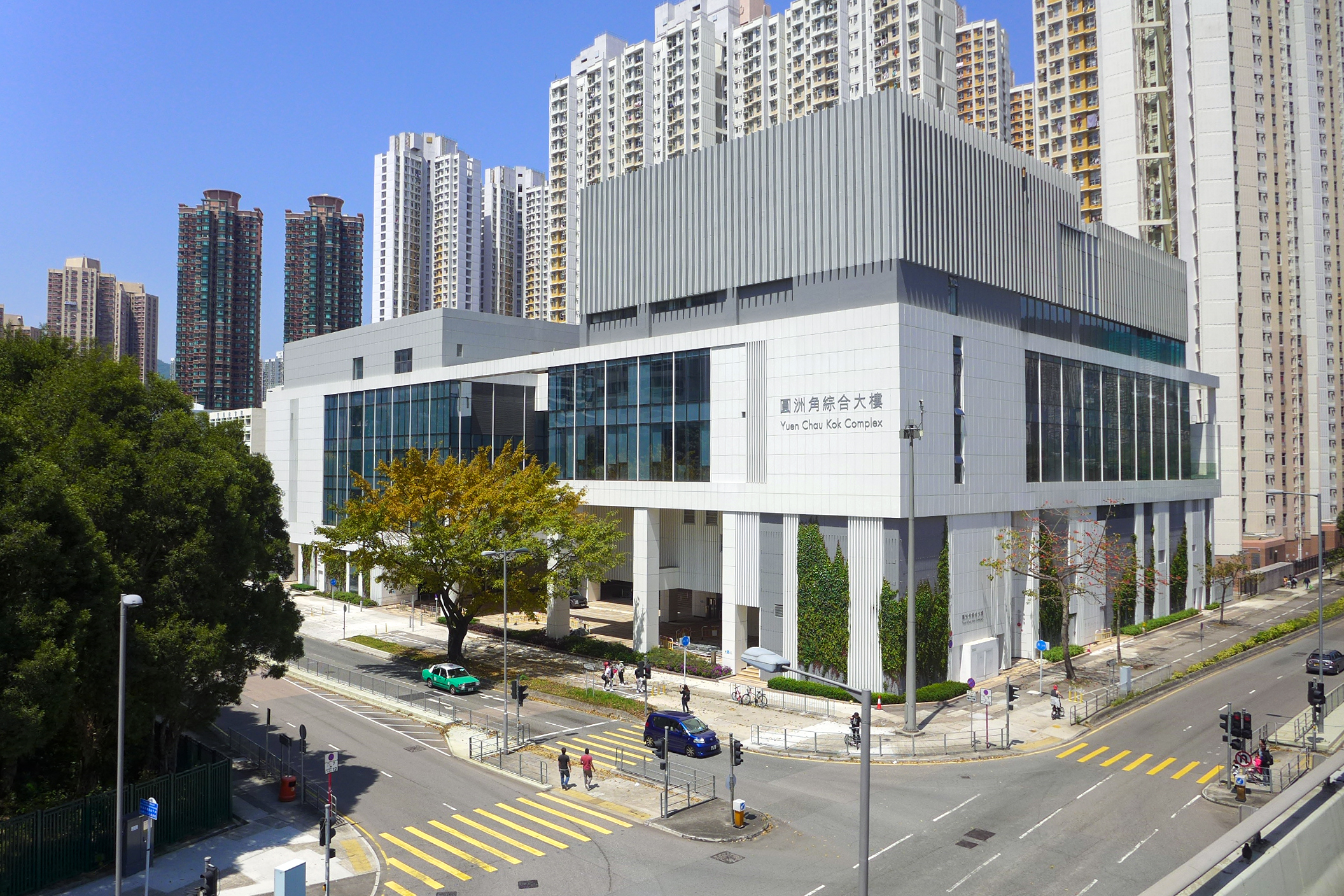
圓洲角総合ビルには、図書館や体育館、社区会堂が入る

- 威爾斯親王医院
- 沙田第一城
- 愉田苑
- 愉翠苑
- 富豪花園
- 王屋村民宅
- 王屋村
- 圓洲角公園
- 圓洲角体育館
- 圓洲角公共図書館

## 交通

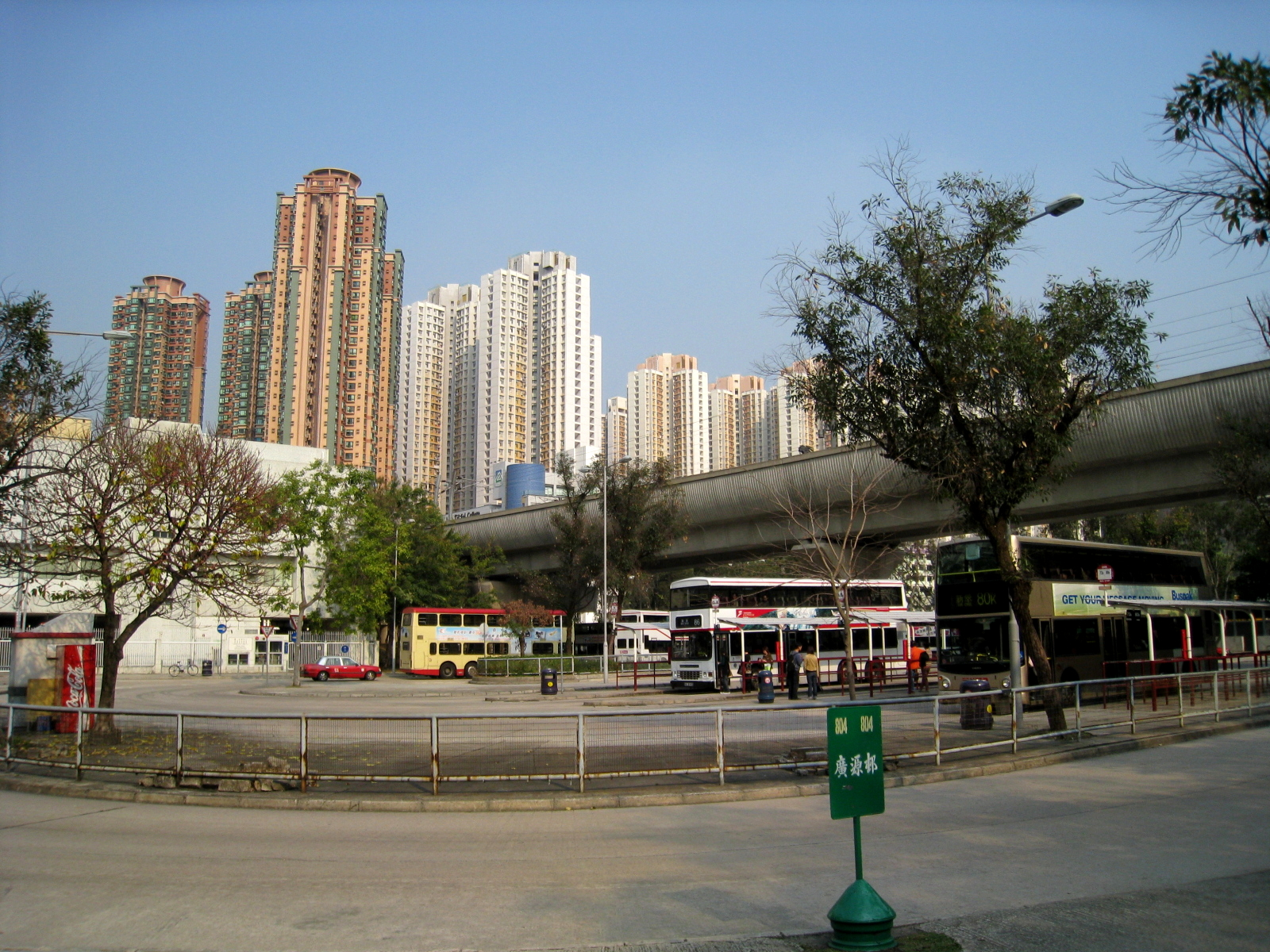
圓洲角バスターミナル

港鐵
- █馬鞍山線：第一城駅

バス
九龍・新界方面：49X、73A、80K、82K、82P、82X、83K、84M、85A、86、89S、89X、240X、281A
香港島方面：182、682B、982X、N182
ランタオ島・空港方面：A41、N42
ミニバス
65A、65K、65S、804、806A、808、808P、811、811A、813、813A